# Châtillon-Saint-Jean
Châtillon-Saint-Jean este o comună în departamentul Drôme din sud-estul Franței. În 2009 avea o populație de 1.183 de locuitori.

## Evoluția populației
| An        | 1975 | 1982 | 1990 | 1999 | 2006  | 2009  |
| --------- | ---- | ---- | ---- | ---- | ----- | ----- |
| Populație | 680  | 754  | 790  | 888  | 1.179 | 1.183 |